# Johann Fraissl
Johann Fraissl (* 5. Dezember 1910 in Wien; † 6. März 1997 in Strasshof an der Nordbahn) war ein österreichischer Politiker (ÖVP) und Erdölarbeiter. Fraissl war von 1959 bis 1969 Abgeordneter zum Landtag von Niederösterreich. 

## Leben und Wirken
Fraissl besuchte die Volks- und Bürgerschule und war zwischen 1926 und 1935 als Gärtner beschäftigt. Danach arbeitete Fraissl als Hilfsarbeiter und Kraftfahrer, ab 1939 versah er den Militärdienst, wobei er in amerikanische Kriegsgefangenschaft geriet, aus der er erst 1946 zurückkehrte. Fraissl war nach dem Zweiten Weltkrieg ab 1947 als Kraftfahrer tätig, 1953 trat er in den ÖAAB ein, wobei er auch diverse Parteifunktionen in der ÖVP hatte. Er war zudem zwischen 1959 und 1970 Kammerrat der Kammer für Arbeiter und Angestellte und von 1960 bis 1970 Gemeinderat in Strasshof an der Nordbahn. Zudem vertrat er die Österreichische Volkspartei zwischen dem 4. Juni 1959 und dem 20. November 1969 im Niederösterreichischen Landtag. 